# IC 158
IC 158 је елиптична галаксија у сазвјежђу Кит која се налази на листи објеката дубоког неба у Индекс каталогу.
Деклинација објекта је - 6° 56' 7" а ректасцензија 1h 45m 53,4s. Привидна величина (магнитуда) објекта IC 158 износи 15,1 а фотографска магнитуда 16,1. IC 158 је још познат и под ознакама NPM1G -07.0075, PGC 144318.